# دانشگاه کالیفرنیای جنوبی
دانشگاه کالیفرنیای جنوبی (به انگلیسی: University of Southern California) مشهور به یو‌اس‌سی، (مخفف انگلیسی: USC) یک دانشگاه تحقیقاتی خصوصی در لس‌آنجلس واقع در جنوب ایالت کالیفرنیا آمریکا است. این دانشگاه که پیشرو در رشته‌های فیلم، موسیقی، مهندسی، معماری، کسب‌وکار و مدیریت است، قدیمی‌ترین دانشگاه تحقیقاتی خصوصی در کالیفرنیا به‌شمار می‌آید و در سال ۱۸۸۰ میلادی (۱۲۵۹ خورشیدی) بنیان‌گذاری شده‌است.
در سال‌های اخیر، این دانشگاه به سرعت در حال توسعه بوده‌است. از بخش‌های جدید می‌توان از ساختمان فرتیتا در دانشکده علوم کسب‌وکار مارشال و ساختمان جدیدِ ارتباطاتِ اننبرگ را نام برد. همچنین، مرکز علوم زیستی مایکلسون و دهکدهٔ بزرگِ USC از جمله بزرگترین ساخت و سازه‌ها در جنوب لس‌آنجلس به‌شمار می‌آیند که در پاییز سال ۲۰۱۷ به بهره‌برداری رسیدند.
در سال ۲۰۱۵، از ۱۹٬۰۰۰ تن دانشجوی کارشناسی و ۲۴٬۰۰۰ تن دانشجوی ارشد و تحصیلات تکمیلی در دانشگاه ثبت‌نام به‌عمل آمد و ۵٬۳۸۵ مدرک لیسانس و ۹٬۲۴۸ مدرک کارشناسی‌ارشد و بالاتر اعطا شد.

## پیشینه
دانشگاه در سال ۱۸۸۰ با ۱۰ استاد و ۵۳ دانشجو بنیان نهاده شد. شهر لس‌آنجلس در آن زمان بدون سنگ‌فرش و چراغ‌های برقی، تلفن و سیستم خطر آتش بود. نخستین دانش‌آموختگان در سال ۱۸۸۴، دو مرد و یک زن بودند. یو.اس.سی. را مهندس فضای سبزی متدیست، داروسازی کاتولیک ایرلندی و یک بانکدار کلیمی آلمانی تأسیس کردند.
از سال ۱۹۵۲ تاکنون، دانشگاه با کلیسای متدیست وابستگی و رابطه‌ای ندارد.

## دانشکده‌ها و رشته‌ها
۳۱۲۷ عضو تمام وقت هیئت علمی، ۱۳۶۳ عضو پاره‌وقت و در حدود ۸۲۰۰ کارمند در سال ۲۰۰۷ داشته‌است. رشته‌های گوناگونی از جمله علوم ارتباطات، حقوق، دندان‌پزشکی، پزشکی (طب)، علوم کسب‌وکار، مهندسی، روزنامه‌نگاری (ژورنالیسم)، روابط عمومی، موسیقی، معماری و هنرهای سینمایی در این دانشگاه ارائه می‌شوند.
- دانشکده پزشکی کک
- دانشکده دندان‌پزشکی
- دانشکده مهندسی ویتربی
- دانشکده علوم کسب‌وکار مارشال
- دانشکده هنرهای سینمایی
- دانشکده حقوق گولد
- دانشکده موسیقی ثورنتون
- دانشکده روابط بین‌الملل
- دانشکده کهن‌سال‌شناسی
- دانشکده علوم آموزشی راسیر
- دانشکده علوم ارتباطات اننبرگ
- دانشکده رقص کافمن

## کیفیت

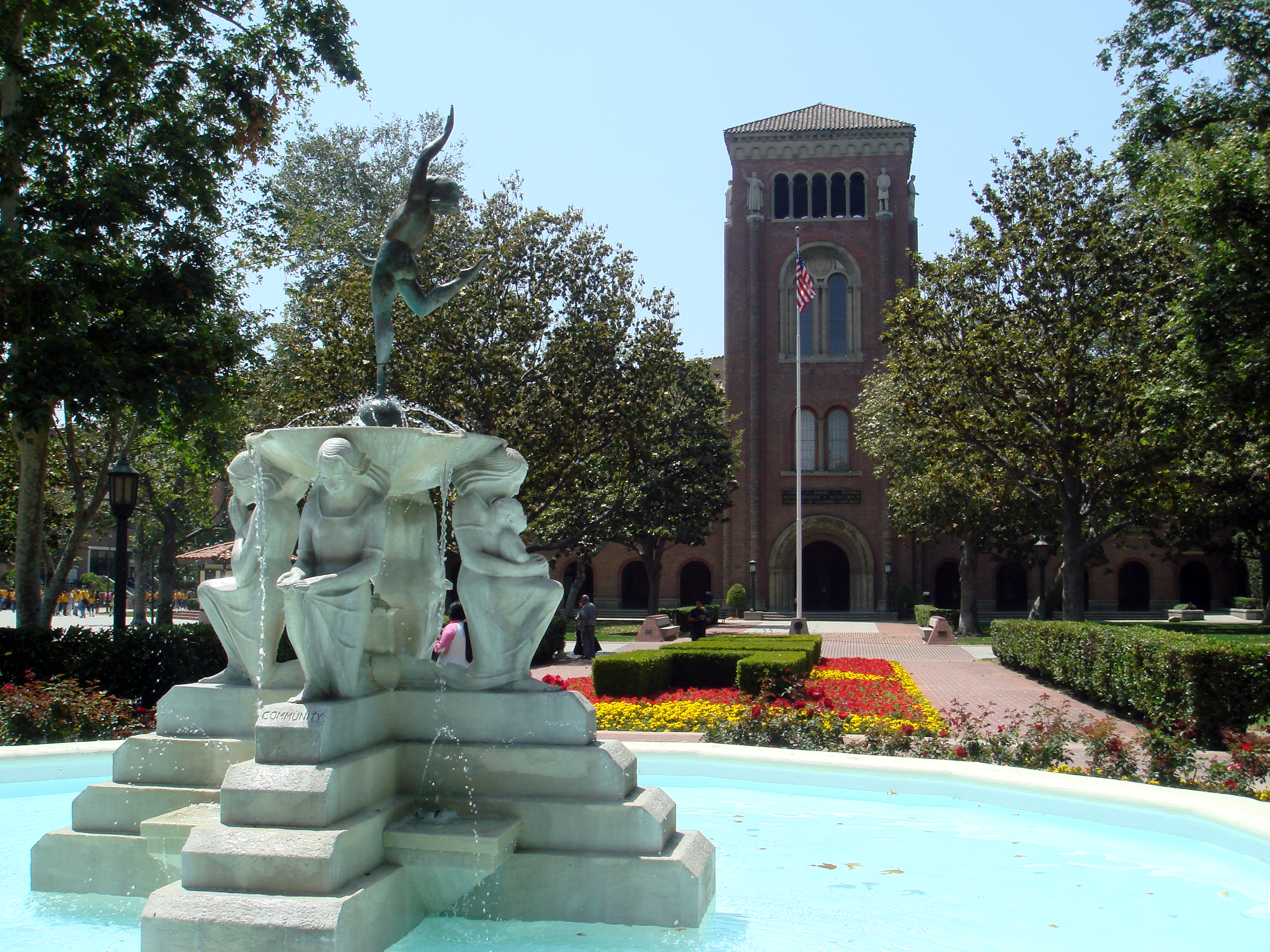
ساختمان اداری بووارد

یواس نیوز اند ورلد ریپورت، یو‌اس‌سی را در رده بیست و هشتم در بین دانشگاه‌های آمریکایی در سال ۲۰۲۲ قرار داد و از آن به‌عنوان یکی از «گزینشی‌ترین» در میان دانشگاه‌ها یاد می‌کند چرا که از میان ۳۵٬۸۰۹ نفری که سال ۲۰۰۸ برای ورود در سال اول درخواست داده بودند تنها ۲۱٪ شان پذیرفته‌شدند. مؤسسه آموزش عالی دانشگاه جیائو تونگ شانگهای، ترکیب دانشکده‌های مهندسی و علوم کامپیوتر یو‌اس‌سی را در رده یازدهم، علوم فیزیک را در رده پنجاه و دوم، علوم طبیعی را در رده پنجاه و یکم و پزشکی بالینی و داروسازی را در رده چهل و هفتم جهان قرار داده‌است.
این دانشگاه بیشترین تعداد دانشجویان بین‌المللی (۷٬۱۱۵ نفر) را در مقایسه با سایر دانشگاه‌های آمریکایی به‌خود اختصاص داده‌است که یکی از بالاترین درصدهای دانشجویان خارجی در مقایسه با جمعیت کل دانشجویان با  ۲۱/۳ درصد است.

## استادان و دانش‌آموختگان
شمار دانش‌آموختگان زنده دانشگاه به ۲۰۰٬۰۰۰ نفر می‌رسد که ۷۷٪ آن‌ها در کالیفرنیا هستند. یو‌اس‌سی خانه دو برنده جایزه نوبل شیمی یعنی جرج اولاه و آریه وارشل است.
از دانش‌آموختگان برجستهیو‌اس‌سی می‌توان به نیل آرمسترانگ، فضانورد و جرج لوکاس، فیلم‌ساز اشاره کرد.

## ورزش

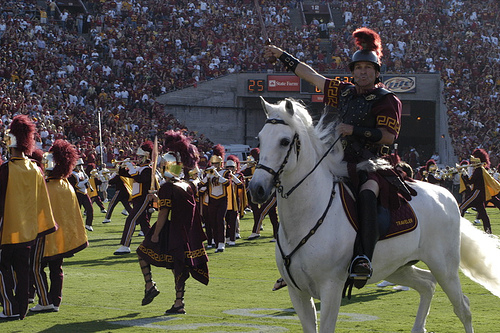
جنگجویان تروا نام تیم‌های ورزشی این دانشگاه است

این دانشگاه حامی مالی ۱۹ ورزش میان دانشکده‌‌ها است و در انجمن ورزشی دانشگاه‌های آمریکا در بخش ان‌سی‌ای‌ای بخش یکم انجمن باشگاه‌های پاسیفیک-۱۰ به‌رقابت می‌پردازد. ورزشکاران تراوا ۸۹ قهرمانی تیمی NCAA را از آن خود کرده‌اند و در رده سوم در کشور (بعد از UCLA و استنفورد)، ۳۴۷ قهرمانی انفرادی را کسب کرده‌اند و در رده دوم کشور آمریکا قرار دارند.
۳۶۲ ورزشکار تراوا (لقب ورزش‌کاران و دانشجویان دانشگاه) در بازی‌های المپیک شرکت کرده‌اند و ۱۱۲ مدال طلا، ۶۶ نقره و ۵۸ برنز کسب کرده‌اند. افشین قطبی سرمربی سابق تیم ملی فوتبال ایران، هدایت تیم فوتبال زنان این دانشگاه را برعهده داشته‌است. میکا کریستنسون نیز پاسور تیم والیبال مردان این دانشگاه است.

## دانشکده هنرهای سینمایی
یو.اس.سی. برای دانشکده هنرهای سینمایی خود بنیان‌گذاری شده در ۱۹۲۹ مشهور است و شماری از بزرگ‌ترین نام‌های عرصه هنر سینمای آمریکا را از جمله ران هاوارد، رابرت زمکسیس و جرج لوکاس را پرورش داده‌است.

### یو.اس. سی؛ و هالیوود
مجاورت یو.اس.سی. به هالیوود و روابط نزدیک میان دانشکده هنرهای سینمایی و صنعت هنر، سبب شده از این دانشگاه در بسیاری از فیلم‌ها، برنامه‌های تلویزیونی، بازرگانی و موزیک ویدئوها بهره برده‌شود. ۲۴ (مجموعه تلویزیونی) و فارست گامپ در این دانشگاه پر شده‌اند.

## ایرانیان دانشگاه

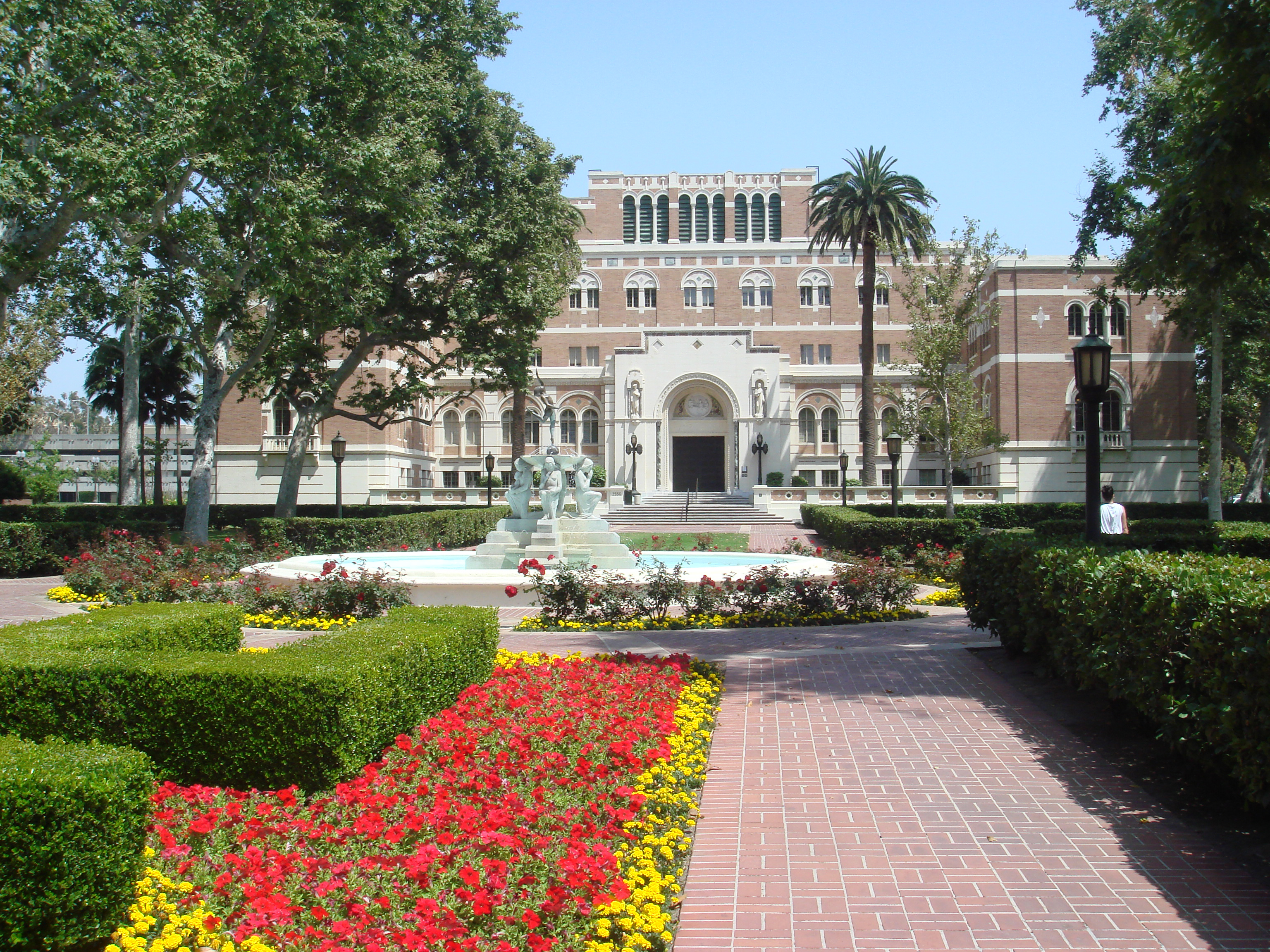
کتابخانه ادوارد داهینی

همانند دیگر دانشگاه‌های ناحیه لس آنجلس، یو‌اس‌سی دارای تعداد زیادی ایرانی است. از مشاهیر این گروه می‌توان به علی خسروشاهین اشاره کرد که تیم فوتبال زنان دانشگاه را در سال ۲۰۰۷ میلادی به‌درجه قهرمانی کشور رسانید.
یکی از دانش‌آموختگان ایرانی همین دانشگاه در سال ۲۰۰۷ مبلغ ۱۷ میلیون دلار را به دانشکده مهندسی ویتربی بخشید. و دانشکده مهندسی عمران و محیط زیست به‌نام او سانی آستانی نام‌گذاری شد. از دانش‌آموختگان ایرانی مشهور این دانشگاه می‌توان رضا پهلوی، فیروز نادری (از مدیران جی‌پی‌ال)، شان توب، علیرضا آزمندیان (نظریه‌پرداز تکنولوژی فکر)، فرامرز آصف، ستاره فرمانفرمائیان (مادر مددکاری اجتماعی ایران)، جواد صالحی (فلوی آی‌ای‌ای‌ای)، محمود مهرمحمدی، سیدمهدی الوانی، عزیز نبوی (پدر حسابداری نوین ایران ) و محمود سریع‌القلم را نام برد.

### دوران پهلوی
در زمان محمدرضا پهلوی، کرسی ریاست دانشکده مهندسی نفت (به انگلیسی: endowed chair of petroleum engineering) این دانشگاه توسط محمدرضا شاه مستقیماً حمایت مالی می‌شده‌است و امروزه نیز ریاست این کرسی بر عهده یک ایرانی‌ست.
در سال ۱۹۷۸، ۹۹۸ ایرانی در این دانشگاه مشغول به‌تحصیل بودند.

## نگارخانه

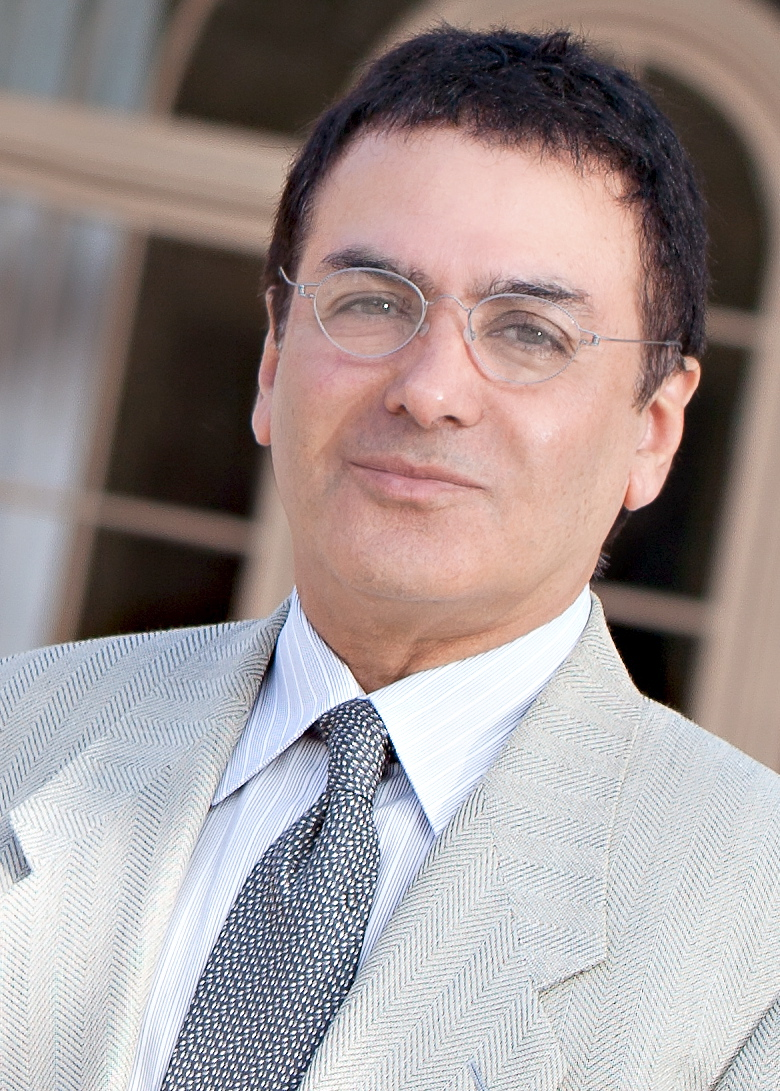
فیروز نادری

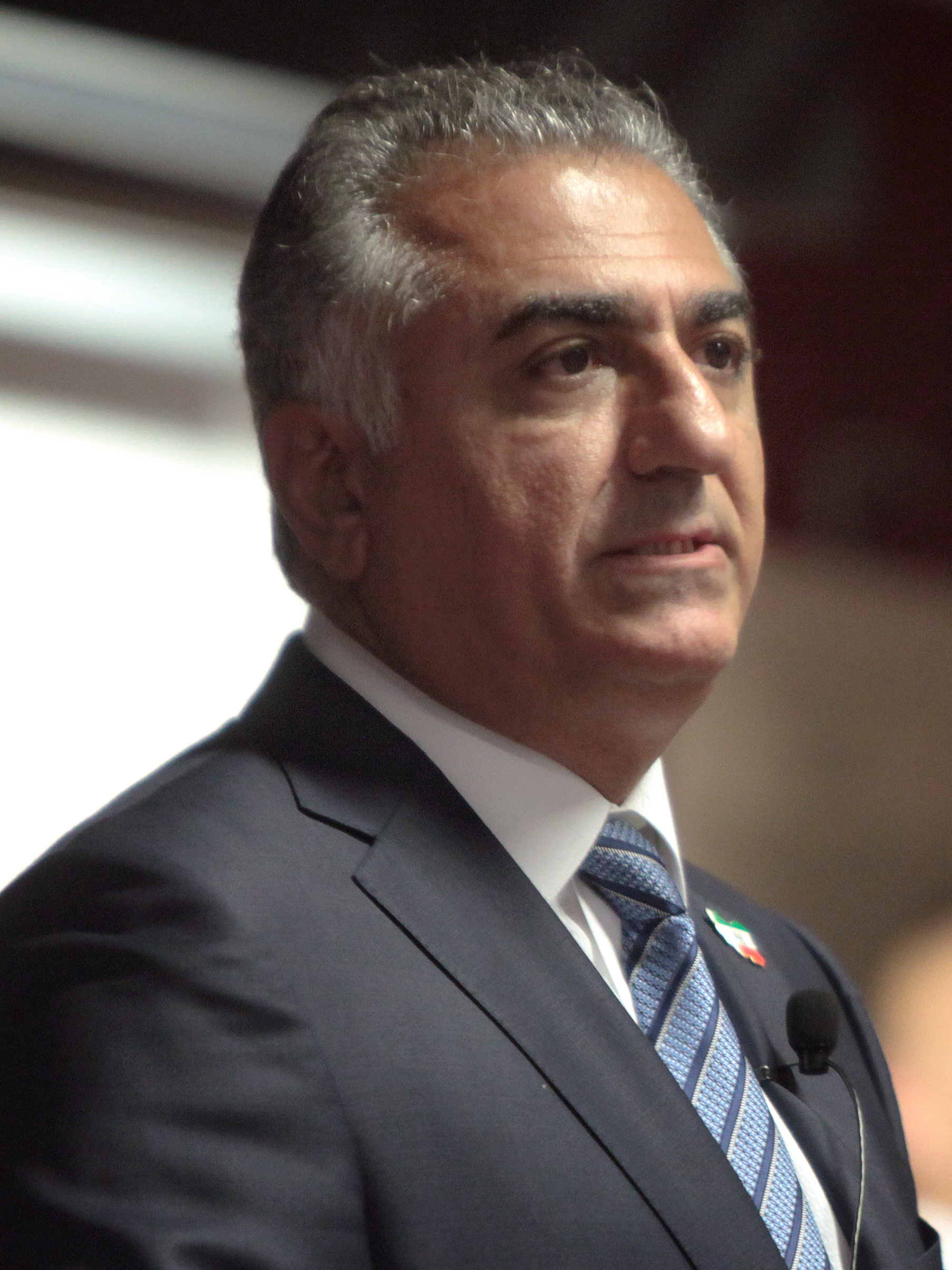
رضا پهلوی

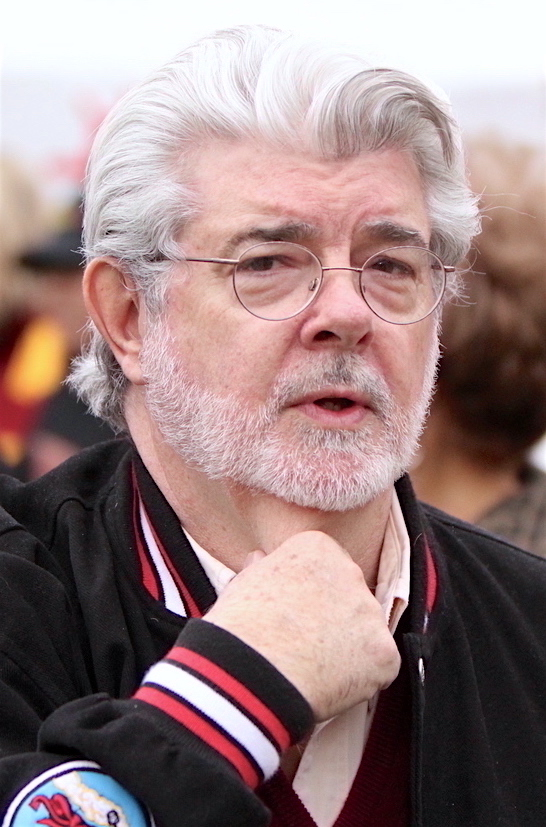
جرج لوکاس